# العلاقات الأرمينية الجنوب إفريقية
العلاقات الأرمينية الجنوب أفريقية هي العلاقات الثنائية التي تجمع بين أرمينيا وجنوب أفريقيا.

## مقارنة بين البلدين
هذه مقارنة عامة ومرجعية للدولتين:
| وجه المقارنة                                              | أرمينيا                    | جنوب أفريقيا |
| --------------------------------------------------------- | -------------------------- | --- |
| المساحة (كم2)                                             | 29.74 ألف                  | 1.22 مليون |
| عدد السكان (نسمة)                                         | 2.93 مليون                 | 57.73 مليون |
| الكثافة السكانية (ن./كم²)                                 | 98.52                      | 47.32 |
| العاصمة                                                   | يريفان                     | بريتوريا، بلومفونتين، كيب تاون |
| اللغة الرسمية                                             | لغة أرمنية                 | لغة إنجليزية، اللغة الأفريقانية، اللغة النديبلي الجنوبية، اللغة السوثو الشمالية، اللغة السوتية، لغة سوازي، اللغة التسونجا، اللغة التسوانية، اللغة الفيندية، اللغة الكوسية، اللغة الزولوية |
| العملة                                                    | درام أرميني                | راند جنوب أفريقي |
| الناتج المحلي الإجمالي (بليون دولار)                      | 11.54 مليار                | 349.42 مليار |
| الناتج المحلي الإجمالي (تعادل القوة الشرائية) بليون دولار | 25.41 مليار                | 725.91 مليار |
| الناتج المحلي الإجمالي الاسمي للفرد دولار أمريكي          | 3.49 ألف                   | 5.72 ألف |
| الناتج المحلي الإجمالي للفرد دولار أمريكي                 | 8.07 ألف                   | 13.05 ألف |
| مؤشر التنمية البشرية                                      | 0.743                      | 0.666 |
| رمز المكالمات الدولي                                      | +374                       | +27 |
| رمز الإنترنت                                              | .am، .հայ ‏                 | .za |
| المنطقة الزمنية                                           | ت ع م+04:00، توقيت أرمينيا | ت ع م+02:00، أفريقيا/جوهانسبرغ ‏ |

## منظمات دولية مشتركة
يشترك البلدان في عضوية مجموعة من المنظمات الدولية، منها:
| علم المنظمة | اسم المنظمة                        | تاريخ انضمام أرمينيا | تاريخ انضمام جنوب أفريقيا |
| ----------- | ---------------------------------- | -------------------- | ------------------------- |
|             | مؤسسة التنمية الدولية              | 25 أغسطس 1993        | 12 أكتوبر 1960            |
|             | يونسكو                             | 9 يونيو 1992         | 4 نوفمبر 1946             |
|             | وكالة ضمان الاستثمار متعدد الأطراف | 5 ديسمبر 1995        | 10 مارس 1994              |
|             | الأمم المتحدة                      | 2 مارس 1992          | 7 نوفمبر 1945             |
|             | الفريق المعني برصد الأرض           | ?                    | ?                         |
|             | الاتحاد البريدي العالمي            | ?                    | ?                         |
|             | البنك الدولي للإنشاء والتعمير      | 16 سبتمبر 1992       | 27 ديسمبر 1945            |
|             | الاتحاد الدولي للاتصالات           | 30 يونيو 1992        | 1910                      |
|             | منظمة حظر الأسلحة الكيميائية       | ?                    | ?                         |
|             | مؤسسة التمويل الدولية              | 18 أبريل 1995        | 3 أبريل 1957              |
|             | منظمة التجارة العالمية             | 5 فبراير 2003        | 1995                      |
|             | منظمة الشرطة الجنائية الدولية      | ?                    | ?                         |

## وصلات خارجية
- موقع وزارة الخارجية الأرمينية
- موقع وزارة الخارجية الجنوب أفريقية